# 明正土司
明正土司（藏語：ལྕགས་ལ་རྒྱལ་པོ，威利转写：lcags la rgyal po）是明、清时期的一个世袭嘉绒人土司，为嘉绒十八土司之一，辖今甘孜藏族自治州康定县、雅江县、道孚县及凉山州冕宁县一带。其治所位于今康定县。土司姓甲氏。
1407年（永乐五年），长河西土酋阿旺坚参内附，被封为长河西鱼通宁远宣慰使司宣慰使，赐铜印一颗，是为明正土司之始。明正土司在嘉绒地区势力较大、历史较久。天启年间，丽江土司逐渐强大，曾受到丽江的侵略，但最后击退了丽江的进攻。
1643年（明崇禎十六年、清崇德八年），明正土司归附清朝。
1700年（康熙三十九年）发生昌侧集烈之乱，打箭炉营官昌侧集烈假借固始汗之力称霸一方，攻杀明正土司蛇蜡喳吧，侵扰周边各地，后被清军平定。蛇蜡喳吧死后，明正土司无嗣，由其妻工喀署理事务。1710年（康熙四十九年），工喀去世，无嗣。其独生女桑结是穆坪土司雍中七力之妻，此时署理穆坪土司，遂由桑结兼管明正土司印务。1725年（雍正三年）桑结去世，其子坚参达结袭职为穆坪土司，同时兼管明正土司印务。1733年（雍正十一年）坚参达结去世，由其妻喇章暂行护理明正土司印务、次妻王夭夭署穆坪土司事务。之后，喇章之子坚参德昌于1745年（乾隆十年）继任明正土司。
1911年（宣统三年），四川总督赵尔丰没收了明正土司的印信，将其改土归流。但明正土司在当地仍有很大势力，辛亥革命之后得以恢复。1915年，土司甲木参琼珀（甲宜斋）被授予“康定总保正”之职。1950年，明正土司被废除，末代土司甲联升被委任为康定县的首任县长、西康省藏族自治区人民政府委员等职。

## 历任土司
- 阿旺坚参
- 喃哩
- 加思八僧
- 观卜巴以
- 丹怎扎巴（1666-1681）
- 蛇蜡喳吧（1681-1699）
- 工喀（1701-1717）
- 桑结（1717-1725）署穆坪土司兼管印务
- 坚参达结（1725-1733）穆坪土司兼管印务
- 喇章（1733-1745）暂行护理明正司印务。后辅政至1771年。
- 坚参德昌（1745-1791）
- 甲木参诺尔布（1791-1809）
- 甲木参沙克嘉（1809-1824）
- 甲木参多结（1824-1833）
- 甲木参龄沁（1833-1873）
- 甲木参琼望（1873-1902）
- 甲木参琼珀（甲宜斋，1902-1922）
- 甲联芳（包包旺吉，1922-1928）
- 甲联升（彭错郎甲，1928-1950）

## 延伸阅读
[在维基数据编辑]
 《明史卷三百三十一》，出自《明史》